# Action (pel·lícula de 1980)
Action és una pel·lícula italiana estrenada en 1981, dirigida per Tinto Brass i protagonitzada per Luc Merenda i Alberto Sorrentino. La pel·lícula estilísticament guarda similituds amb produccions avantguardistes del director com L'urlo i Nerosubianco. Brass es va enfrontar a moltes dificultats a Itàlia a causa de les demandes relacionades amb la producció de Caligula, així que va filmar Action a Londres el 1979.

## Sinopsi
Bruno Martel (Luc Merenda) és un actor que sovint es baralla amb els directors. Coneix a Doris (Susanna Javicoli), una actriu que està obsessionada amb Ofelia, però no pot obtenir cap paper de Shakespeare. Un dia, durant un atac de nervis, Bruno "rescata" a Doris del set i se'n va del poble amb ella. Es troben amb un antic anarquista (Alberto Sorrentino) que es creu que és Giuseppe Garibaldi i els tres acaben tancats en un asil mental on Doris se suïcida. Bruno i "Garibaldi" escapen i es refugien en la incòmoda gasolinera de Florència (Adriana Asti) i el seu espòs invàlid Joe (Alberto Lupo).

## Repartiment
- Luc Merenda: Bruno Martel
- Alberto Sorrentino: "Garibaldi"
- Susanna Javicoli: Doris
- Adriana Asti: Florence
- Alberto Lupo: Joe
- Paola Senatore: Ann Shimpton
- John Steiner: mánager
- Franco Fabrizi: productor
- Tinto Brass: director (cameo)

## Recepció
Segons el crític de cinema italià Marco Giusti, Action és per a molts la pel·lícula de culte entre les pel·lícules de Tinto Brass. Giusti elogia el final amb el somni de Luc Merenda, que veu quatre cavallers que tenen sexe en lloc del nas i quatre dones que tenen sexe en lloc de la boca.